# Argenx
Argenx ist ein niederländisches biopharmazeutisches Unternehmen mit operativem Sitz im belgischen Zwijnaarde, einer Teilgemeinde von Gent. 
Jegliches geistiges Eigentum des Konzerns wird durch die operative Gesellschaft Argenx BV mit Sitz in Belgien gehalten, die eine Tochter der Konzernobergesellschaft Argenx SE darstellt.
Argenx ist auf die Entwicklung von Antikörpertherapien für die Behandlung von Autoimmunerkrankungen und Krebs spezialisiert. Es handelt sich hauptsächlich um die Entwicklung von  Orphan-Arzneimittel. 
Das Unternehmen wurde 2008 gegründet und war bis Ende 2021 nicht im Besitz eines eigenen zugelassenen pharmazeutischen Produkts und hatte bis zu diesem Zeitpunkt keine Umsätze durch Produktverkäufe erzielt. Im Dezember 2021 erreichte das Arzneimittel Vyvgart in den Vereinigten Staaten erstmals eine Zulassung zur Behandlung der Myasthenia gravis. Es handelt sich um ein First-in-class-Medikament.
Im Jahr 2024 wurde Argenx mit einer Marktkapitalisierung von 21,5 Mrd. USD als eines der größten Biotech-Unternehmen weltweit bewertet.  